# Epicnaphus sphaerodermus
Epicnaphus sphaerodermus är en svampart som först beskrevs av Speg., och fick sitt nu gällande namn av Jørg H. Raithelhuber 1973. Epicnaphus sphaerodermus ingår i släktet Epicnaphus och familjen Marasmiaceae.   Inga underarter finns listade i Catalogue of Life.